# Borostyán-szegfűgomba
A borostyán-szegfűgomba (Marasmius epiphylloides) a szegfűgombafélék családjába tartozó, a borostyán lehullott levelein élő, apró gombafaj.

## Megjelenése
A borostyán-szegfűgomba kalapja 1-8 mm, színe eleinte fehér, majd tejfehér-vajsárgássá válik. Húsa vékony, fehér, íze és szaga nem jellegzetes.
Lemezei nagyon ritkásak, többnyire csak 7-8 található belőlük a kalapban, amelynek a szélét nem mindig érik el. Szabad szemmel épphogy kivehetőek. Színük fehér. 
Spórapora fehér. Spórái hengeresek vagy megnyúlt ellipszis alakúak, méretük 12-14 x 2,5-3,5 μm.
Tönkje 5-30 mm magas, 0,2-0,6 mm vastag. Vékony, nyúlánk, felül fehér, a töve felé okkeres-barnás lesz. 

### Hasonló fajok
Közeli rokonaival, pl. az apró szegfűgombával téveszthető össze.

## Elterjedése és termőhelye
Európában honos. 
Lombos vagy vegyes erdőkben található meg, ahol elsősorban a borostyán (ritkábban keményfák) lehullott, nedves, korhadó levelein él, annak szerves anyagait bontja. Augusztustól novemberig terem. 
Nem ehető, apró termete miatt nincs gasztronómiai jelentősége.    